# Emile Hanse
Emile Hanse (10. srpna 1892, Namur, Belgie – 5. dubna 1981) byl belgický fotbalista a reprezentant.
Hrál za belgický klub Royale Union Saint-Gilloise. Zúčastnil se Letních olympijských her 1920 v Antverpách, kde domácí belgický tým získal ve finále zlaté medaile poté, co reprezentace Československa opustila na protest proti verdiktům rozhodčího ve 40. minutě za stavu 2:0 pro Belgii hřiště a byla diskvalifikována. Byl také členem belgického týmu na Letních olympijských hrách 1924 v Paříži, kde Belgie podlehla Švédsku (porážka 1:8). V zápase ale nenastoupil.